# Joaquín Rodrigo
Joaquín Rodrigo Vidre (Sagunto, Valencia, 22 november 1901 - Madrid, 6 juli
1999), I Marqués de los Jardines de Aranjuez (1e Markies van de tuinen van Aranjuez), was een Spaans componist. Zijn bekendste compositie is het Concierto de Aranjuez voor gitaar en orkest.

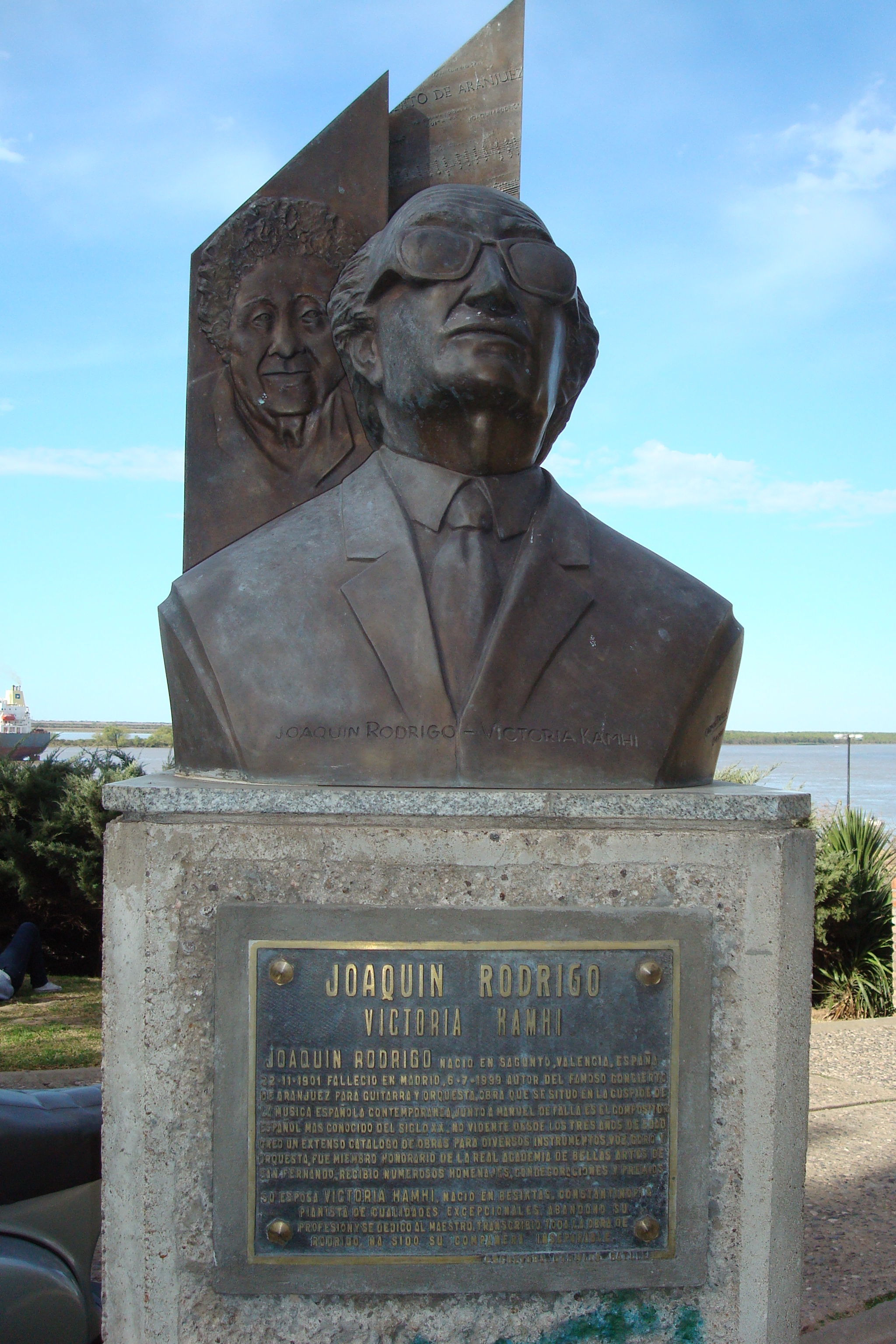
Buste van Joaquín Rodrigo in Rosario, Argentinië

## Levensloop
Rodrigo was de jongste van tien kinderen van een koopmansfamilie. Hij was net drie jaar oud, toen hij als gevolg van difterie blind werd. In 1906 vertrok de familie naar Valencia, waar hij aan de blindenschool zijn eerste muziekles kreeg. Hij wilde componist worden nadat hij de opera Rigoletto van Giuseppe Verdi had gehoord.
Van 1917 tot 1922 studeerde hij compositie bij Francisco Antich aan het Conservatorio Superior de Música in Valencia, dat later zijn naam zou krijgen. Zijn eerste werken schreef hij in 1922; twee jaar later werd zijn orkestwerk Juglares uitgevoerd. In 1922 ging hij naar Duitsland om te studeren. In deze tijd werd hij lid van een avant-gardistische componistengroep in Madrid. Dit intermezzo eindigde in 1925, nadat hem de Premio Nacional de Música als gevolg van dit lidmaatschap onthouden werd. Vervolgens vertrok hij naar Parijs (1927), waar hij bij Paul Dukas studeerde aan de École Normale de Musique. Hier onderhield hij vriendschappen met Maurice Ravel, Darius Milhaud, Arthur Honegger, Igor Stravinsky en Manuel de Falla.
In 1933 trouwde hij met de Turkse pianiste Victoria Kamhi, lerares aan het Conservatoire de Paris.
Terug in Spanje (1934) ontving hij de titel Conde de Cartagena (Graaf van Cartagena). In 1935 schreef Rodrigo zijn Sonata de adiós voor piano ter herinnering aan zijn leermeester Dukas. Nog eens ging hij naar Parijs om zijn studie af te ronden aan de Sorbonne. Daarna reisde hij door Duitsland, Oostenrijk en Zwitserland. Pas na het aflopen van de Spaanse Burgeroorlog op 1 april 1939 keerde hij terug naar Spanje en vestigde zich definitief in Madrid.
In januari 1939, nog in Parijs, was Rodrigo gestart met het componeren van zijn meesterwerk Concierto de Aranjuez, het eerste concert voor klassieke gitaar met symfonieorkest. Hij rondde het werk af na zijn terugkeer in Madrid. De première was op 9 november 1940 in Barcelona door de solist Regino Sáinz de la Maza met het Philharmonisch Orkest van Barcelona onder leiding van César Mendoza Lasalle.
Tijdens de franquistische dictatuur (1939 - 1975) vertegenwoordigde Rodrigo met zijn composities de (quasi klassieke) Spaanse muziek in het buitenland. Met de uitvoering van zijn Fantasía para un gentilhombre in 1958 in San Francisco door de gitarist Andrés Segovia, aan wie dit werk was opgedragen, bereikte hij het hoogtepunt van zijn internationale carrière. Terug in Spanje werd hij medewerker van de radio en later docent aan de Madrileense universiteit.
In 1960 werd hij in Parijs als Officier van de kunst en literatuur onderscheiden. 
Van de Universiteit van Puerto Rico ontving hij in 1963 het "Legión de Honor". In 1964 kreeg hij een eredoctoraat aan de Universiteit van Salamanca en in 1978 aan de Universiteit van Valencia. Koning Juan Carlos I van Spanje verhief hem in 1991 opnieuw in de adelstand, met de titel 'Marqués de los jardines de Aranjuez' (Markies van de tuinen van Aranjuez) voor zijn bijdrage aan de Spaanse muziek en als erkenning van zijn meest bekende werk het Concierto de Aranjuez. Na zijn overlijden op 6 juli 1999 werd zijn dochter Cecilia Rodrigo Kamhi de tweede 'Marquesa de los Jardines de Aranjuez'.

## Composities

### Werken voor orkest
- 1923 Cançoneta, voor strijkorkest
- 1923 Juglares
- 1924 Cinco piezas infantiles
  1. Son chicos que pasan
  2. Después de un cuento
  3. Mazurka
  4. Plegaria
  5. Gritería final
- 1926-1929 Tres viejos aires de danza
- 1927-1930 Zarabanda lejana y Villancico
  1. Zarabanda Lejana
  2. Villancico
- 1928 Preludio para un poema a la Alhambra
- 1929 Dos miniaturas Andaluzas
- 1934 Per la flor del Lliri Blau, symfonisch gedicht
- 1945 Dos piezas Caballerescas
- 1953 Soleriana, Suite para orquesta
  1. Entrada
  2. Fandango
  3. Tourbillon
  4. Pastoral
  5. Passepied
  6. Fandango a lo alto
  7. Contradanza
  8. Boleras
- 1955 Homenaje a Sagunto
- 1955 Pavana Real
- 1957 Música para un jardín [orkestratie van twee Berceuses voor piano]
- 1963 Sones en la Giralda
- 1966 Dos danzas españolas
- 1975 Pasodoble para Paco Alcalde
- 1976 A la busca del más allá, symfonisch gedicht voor de viering van 200 jaar onafhankelijkheid van de Verenigde Staten
- 1982 Palillos y panderetas

#### Werken voor orkest met soloinstrument
- 1939 Concierto de Aranjuez, voor gitaar en orkest
- 1943 Concierto heroico, voor piano en orkest
- 1944 Concierto de estío, voor viool en orkest
- 1949 Concierto in modo galante, voor cello en orkest
- 1954 Concierto serenata, voor harp en orkest
- 1958 Fantasía para un gentilhombre, voor gitaar en orkest
- 1960 Aria antigua, voor fluit en orkest
- 1966 Concierto madrigal, voor twee gitaren en orkest
- 1967 Concierto Andaluz, voor vier gitaren en orkest (opgedragen aan Los Romeros)
- 1978 Concierto pastoral, voor dwarsfluit en orkest (opgedragen aan James Galway)
- 1982 Concierto para una fiesta, voor gitaar en orkest
- 1990 Rincones de España, voor gitaar en orkest

### Werken voor harmonieorkest
- 1934 Per la flor del lliri blau (verplicht werk in de "Seción Especial" tijdens het Certamen Internacional de Bandas de Música - Ciudad de Valencia in 2002)
- 1939 Homenaje a la tempránica, marcha
- 1955 Homenaje a Sagunto, marcha
- 1966 Adagio, para instrumentos de viento (voor blazers)
  1. Adagio
  2. Allegro Moderato - Adagio - Allegro Moderato
  3. Adagio
- 1975 Paso-doble para Paco Alcalde
- 1978 Fantasía para un Gentilhombre

### Oratoria, cantates en gewijde muziek
- 1953 Música para un códice salmantino, cantate voor bas, gemengd koor en orkest - tekst: Miguel de Unamuno, Oda a Salamanca - gecomponeerd voor de feestelijkheden van 700 jaar Universiteit van Salamanca
- 1960 La Azuzena de Quito, oratorium
- Ave María, voor vijfstemmig gemengd koor

### Muziektheater

#### Zarzuela
| Voltooid in | titel                                                | aktes              | première                                         | libretto                                                |
| ----------- | ---------------------------------------------------- | ------------------ | ------------------------------------------------ | ------------------------------------------------------- |
| 1946        | El Duende azul; (samen met: Federico Moreno Torroba) |                    | 22 april 1946, Madrid, Teatro Calderón de Madrid | Eduardo Castell en Rafael Villaseca                     |
| 1955-1960   | El Hijo fingido                                      | Proloog en 2 aktes | 9 april 1964, Madrid, Teatro de la Zarzuela      | Jesús María Arozamena Victoria Kamhi, naar Lope de Vega |

#### Balletmuziek
| Voltooid in | titel       | aktes                | première                                           | libretto                                        | choreografie |
| ----------- | ----------- | -------------------- | -------------------------------------------------- | ----------------------------------------------- | ------------ |
| 1955        | Pavana real | 3 jornadas (3 aktes) | 19 december 1955, Barcelona, Gran Teatro del Liceo | Victoria Kamhi over het leven van Luis de Milán | Juan Magriñá |

#### Toneelmuziek
- 1954 La destrucción de Sagunto, voor de komedie van José Pemán en Francisco Sánchez-Castañer, naar Gaspar Zavala y Zamora, (1762-1824)

### Werken voor koor
- 1982 Cántico de San Francisco de Asís, voor gemengd koor en orkest - gecomponeerd ter gelegenheid van de 800e verjaardag van de Heilige Franciscus van Assisi.
- Ave María, voor gemengd koor

### Vocale muziek met orkest of instrumenten
- 1948 Ausencias de Dulcinea, voor bas, vier sopranen en orkest
- 1952 Retablo de Navidad, voor sopraan, bas, gemengd koor en orkest - tekst: Victoria Kamhi
  1. Cantan por Belén Pastores
  2. Duérmete, Niño
  3. Aire y Donaire
  4. Pastorcito Santo
  5. Coplillas de Belén
  6. A la Chiribirivuela
  7. La Espera
  8. A la Clavelina
- 1965-1974 Himnos de los neófitos de Qumrán, voor drie sopranen, mannenkoor en kamerorkest - tekst: Victoria Kamhi, naar uittreksels uit de Qumran-rollen, die in 1947 aan de Dode Zee gevonden werden
  1. Rezaré día y noche en todos los instantes
  2. Y caminaré sobre las Ilanuras sin límites
  3. Te doy las gracias, O Señor
- Album Centenario Canto y Piano, voor zang en piano
- Aranjuez, Ma Pensée, voor zang en gitaar
- Canción del Grumete, voor zang en piano
- Canciones, voor zang en piano
- Canço del Teuladí i Trova, voor zang en piano
- Cánticos Nupciales, voor drie sopranen en orgel
- Cantos de Amor y de Guerra, voor zang en piano
- Coplas del Pastor Enamorado, voor sopraan en gitaar

### Kamermuziek
- 7 Canciones Valencianas, voor viool en piano

### Werken voor piano
- Deux Berceuses
- Suite para Piano
- Canción y Danza
- Bagatela
- Pastoral
- Preludio al Gallo Mañanero
- Zarabanda Lejana
- Air de ballet sur le nom d'une jeune fille
- Serenata española
- Sonada de adiós
- Cinco piezas del Siglo XVI
- Cuatro piezas para piano
- Tres danzas de España
- À l'Ombre de Torre Bermeja
- Cuatro Estampas Andaluzas
- El Álbum de Cecilia
- Cinco Sonatas de Castilla
- Tres Evocaciones
- Preludio de Añoranza
- Atardecer, vierhandig
- Cinco Piezas Infantiles, voor twee piano's

### Werken voor gitaar
- Concierto Andaluz, voor 4 gitaren
- Concierto-madrigal, voor 2 gitaren

## Trivia
- In de jaren tachtig is een fragment uit het derde gedeelte van Fantasía para un gentilhombre gebruikt als leader voor het NOS-televisieprogramma Paspoort voor Spanjaarden.